# Skinhead Attitude
 (juillet 2011).
Si vous disposez d'ouvrages ou d'articles de référence ou si vous connaissez des sites web de qualité traitant du thème abordé ici, merci de compléter l'article en donnant les références utiles à sa vérifiabilité et en les liant à la section « Notes et références ».
Pour plus de détails, voir Fiche technique et Distribution.
Skinhead Attitude est un film documentaire suisse réalisé par Daniel Schweizer sorti en 2003.
Ce documentaire brosse un portrait général du mouvement skinhead, de l'extrême gauche à l'extrême droite.

## Synopsis
L'héroïne du documentaire, Karole, une skinhead girl française proche du SHARP, est suivie dans une tournée à la rencontre des skins.
Le documentaire relate l'origine du mouvement dans les années 60, quand il apparaît en Angleterre avec l'arrivée du ska de Jamaïque. À cette époque les skins ne sont pas politisés et s'affirment juste comme rebelles et membres de la classe ouvrière. Bien que majoritairement blancs, les skinheads, comme l'ensemble de la population britannique comptent une importante minorité noire en leur sein. Puis le film montre la déviance de certains à la fin des années 70 avec la reformation du groupe Skrewdriver de Ian Stuart, faisant l'apologie du nationalisme puis du nazisme.
Le réalisateur part ensuite à la rencontre de skins, d'extrême-droite, d'extrême-gauche et apolitiques, dans une tournée en France, Suisse, Angleterre, Suède, Allemagne et Pologne.
Il s'attarde ensuite sur l'apparition des skins antifascistes, les SHARP puis les RASH. Il aborde ensuite la radicalisation des skins nazis, avec la formation de Blood and Honour et sa déviance terroriste avec Combat 18.
Il part ensuite à la rencontre de néonazis à Dallas. Les interviewés prônent ouvertement l'extermination des noirs, des musulmans et des juifs pour protéger la race blanche. Ceux-ci font étalage de leur arsenal d'armes.
Il part donc tourner son documentaire à Montréal, auprès de skins apolitiques qui souffrent de la « logique de guerre » dans laquelle sont entrés les skins antifascistes. Le documentaire devient alors à charge contre les antifas, accusés de détruire la culture skin traditionnelle. Les skins traditionnels rencontrés se disent accusés par les redskins de sympathiser parfois avec les « fafs » lors de concerts…
Le documentaire se termine à Las Vegas sur les traces de deux skins militants antiracistes, un noir et un blanc, Lin Newborn « Spit » et Dan Shersty, assassinés le 4 juillet 1998 dans un guet-apens tendus par des naziskins en plein désert. On apprend que les néo-nazis impliqués dans ce meurtre ont disparu de Las Vegas après cette affaire, mais y sont revenus par la suite. Le réalisateur finit son documentaire par une référence à la bible : « sacrifice symbolique, meurtres fratricides, je me rappelle la Bible et l'histoire d'Abel et Caïn, les deux frères et la haine qui pousse l'autre à l'effacer, [...], comme dans la Bible, ici, les fils de Caïn sont de retour alors que les anti-racistes n'ont pas eu de descendance. »

## Analyse
Ce documentaire est le seul en français qui tente de retracer l'histoire du mouvement skinhead et toutes ses composantes.
L'idée de ce film est née de nombreuses protestations épistolaires de skinheads antiracistes français et allemands reçus par Daniel Schweitzer, lui reprochant son précédent reportage Skin or die, jugé incomplet car uniquement consacrés aux skinheads d’extrême droite.  
Pour autant, malgré la volonté initiale de replacer l'histoire des Skinheads dans une perspective plus large, il a reçu de multiples critiques de nombreux skins antiracistes. Daniel Schweitzer a été accusé de mettre dos à dos antifascistes et néonazis comme deux facettes d'une même mouvance, en limitant sa vision à un affrontement idéologique ; il lui a été de plus reproché de donner, une fois encore, la parole aux groupes néonazis les plus virulents.